# Staatsarchiv in Osijek

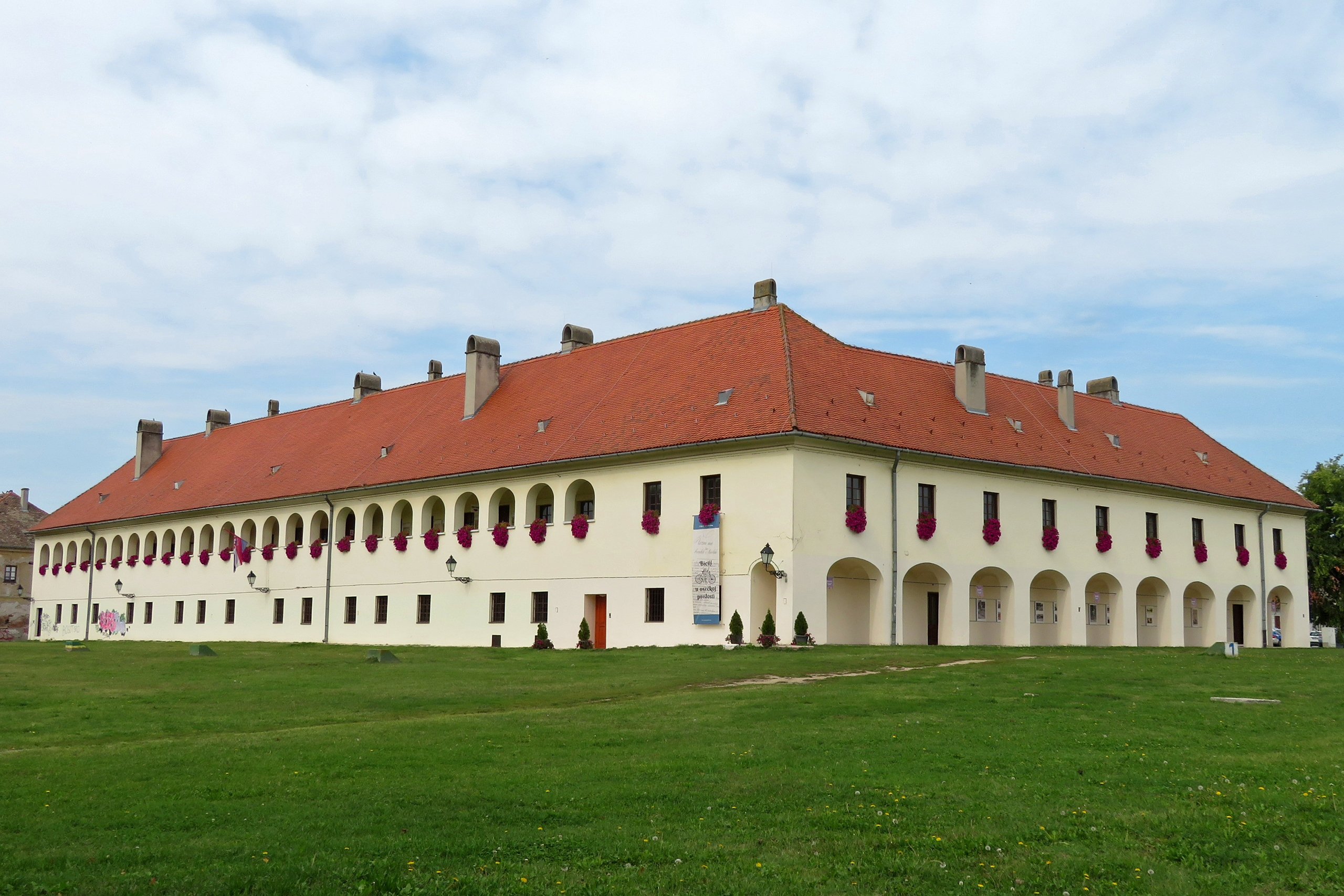
Staatsarchiv in Osijek

Das Staatsarchiv in Osijek ist ein Staatsarchiv in der kroatischen Stadt Osijek.
Die Tradition der Bewahrung  von Urkundensammlung in den öffentlichen Behörden in Osijek dauert ununterbrochen vom Ende des siebzehnten Jahrhunderts bis heute. Aber die Bearbeitung des Archivs begann als die selbständige Anstalt des Archivs am 18. November 1947 in Osijek errichtet wurde. Erst wirkte es als eine Zweigstelle des Zagreber Archivs und seit 21. November 1956 als die selbständige Anstalt unter dem Namen Das Archiv in Osijek. Der Name wurde 1960 in Das historische Archiv in Osijek (Historijski arhiv u Osijeku) verändert und wirkte bis 1993. Nachdem die unabhängige Republik Kroatien ausgerufen wurde, trug es den Namen Das geschichtliche Archiv in Osijek (Povijesni arhiv u Osijeku) und wirkte bis 1997. Als das neue Gesetz über den Archivaufbau und die Staatsarchive verabschiedet wurde (Volksblatt Nr. 105/97.) bekam es den Namen, der bis heute gilt, Das Staatsarchiv in Osijek (Drzavni arhiv u Osijeku). Von der Gründung bis heute wirkt das Archiv in der Drau-Donau-Region im Osten Kroatiens, in  der Gespanschaft Osijek-Baranja, Vukovarsko-srijemska und Viroviticko-podravska. Das Archiv umfasst heute über 20.000 Meter Bestandsmaterial und bewahrt über 1000 Archivsammlungen und Fonds. Das älteste im Archiv aufbewahrte Dokument datiert aus dem 12. Jahrhundert. Die ältesten Dokumente sind vorwiegend auf Lateinisch, Deutsch und nur wenige auf Kroatisch geschrieben. In der zweiten Hälfte des 19. Jahrhunderts überwog die kroatische Sprache, nur wenige Dokumente auf Deutsch sind vorhanden. Die lateinische Schrift herrschte vor, die alten Dokumente aber waren in verschiedenen Varianten der gotischen Schrift geschrieben. Zur Zeit der Errichtung arbeiteten beim Archiv nur drei Angestellte, heute sind dort 27 Mitarbeiter tätig, von denen zwölf fachlich ausgebildete Betreuer des Archivs sind.

## Abteilungen des Staatsarchivs
- die Abteilung für den Schutz der Dokumente im Archiv
- die Abteilung für die Bearbeitung und das Ordnen der Dokumente mit den Unterabteilungen:

1. für alte Dokumente
2. für Justiz
3. für die öffentliche Verwaltung
4. für Wirtschaft
5. für öffentlichen Dienst und Vereine, Bildung und Kultur
6. für Sammlungen (Landkarte, Mikrofilm, Register, Stempel)

- die Informations- und Urkundenabteilung mit der Bibliothek
- die Restaurationsabteilung mit der Buchbinderei
- das als Zweigstelle dienende Sammelzentrum in Vinkovci
- das als Zweigstelle dienende Sammelzentrum in Virovitica
- die Allgemeine Abteilung des Staatsarchivs für Verwaltung und Finanzen

Wegen der Größe des Archivs und der großen Anzahl von Mitarbeitern ist das Staatsarchiv in Osijek eines der ersten Archive, die vom Kulturministerium zugelassen und unterstützt werden.

## Gebäude
Seit der Gründung befand sich das Staatsarchiv in der Kuhac-Straße 27 in der Osijeker Festung. Dieses Gebäude bot zu wenig Raum, um alle Dokumente aufnehmen zu können. Deswegen erwarb die Gemeinde Osijek eine ehemalige Kaserne in der Kamil-Firinger-Straße 1 von den Streitkräften und übergab sie dem Staatsarchiv. Das Gebäude wurde von 1973 bis 1975 eingerichtet, und danach zog das Staatsarchiv in das umgebaute Gebäude um. Zu Beginn des 18. Jahrhunderts war dieses Gebäude, ein eckiges, einstöckiges Haus im Stil des Altbarock, im Rahmen der Osijeker Festung gebaut und 1721 vollendet worden. Es bietet etwa 2000 Quadratmeter Nutzfläche, davon 1500 m² Lagerraum, 100 m² für die Arbeitsplätze und der verbliebene Platz wird für Diensträume genutzt. Im Jahr 1991 wurde das Gebäude durch Bombardierung serbischer Militärs beschädigt, aber dank Staatshilfe, Unterstützung durch die Gespanschaft und durch die Stadt konnte das Gebäude 1996 renoviert werden. Es ist ein kulturelles Monument in der Osijeker Festung, im urbanen Kern der Altstadt, das unter Denkmalschutz steht. Das Staatsarchiv hat einen Leseraum mit 10 Plätzen, einen Hörsaal mit 30 Plätzen und den Lagerraum.
Die ehemalige Stadtgemeinde Vinkovci hat dem Staatsarchiv in Osijek, wegen Raummangels, ein Gebäude in Vinkovci gegeben, wo das als Zweigstelle dienende Sammelzentrum eröffnet wurde. Das Sammelzentrum in Vinkovci wird von drei Archivaren betreut, die 500 Meter Bestandsmaterial aus Zupanja, Vinkovci und aus Vukovar aufbewahren. Die Logistik und die Verwaltung für Vinkovci befinden sich in Osijek. Ein weiteres Sammelzentrum wurde im Jahr 2004 mit zwei Archivaren in Virovitica eröffnet.